# Comté de Clarke (Alabama)
Pour les articles homonymes, voir Comté de Clarke.
Le comté de Clarke est un comté des États-Unis, situé dans l'État de l'Alabama.

## Histoire

### Ère moderne
Le comté a été fondé le 10 décembre 1812, son siège était alors à Clarkesville. Par la suite, le siège a été déplacé à Macon, renommé par après en Grove Hill.

### Prohibition d’alcool
Le Comté de Clarke est devenu un dry county en 1937. Au début du XXIe siècle, les principales communautés ont voté en faveur de la légalisation de la vente d'alcool : Jackson le 10 mai 2005, Thomasville le 14 août 2007 et Grove Hill le 3 novembre 2009.

## Géographie
Lors du recensement de 2000, le comté avait une superficie totale de 3 244,0 km2, dont 3 207,4 km2 de terre (98,87 %) et 36,6 km2 d'eau (1,13 %).

### Principales autoroutes
- U.S. Route 43
- U.S. Route 84

## Démographie
| 1820  | 1830  | 1840  | 1850  | 1860   | 1870   |
| ----- | ----- | ----- | ----- | ------ | ------ |
| 5 839 | 7 595 | 8 640 | 9 786 | 15 049 | 14 663 |

| 1880   | 1890   | 1900   | 1910   | 1920   | 1930   |
| ------ | ------ | ------ | ------ | ------ | ------ |
| 17 806 | 22 624 | 27 790 | 30 987 | 26 409 | 26 016 |

| 1940   | 1950   | 1960   | 1970   | 1980   | 1990   |
| ------ | ------ | ------ | ------ | ------ | ------ |
| 27 636 | 26 548 | 25 738 | 26 724 | 27 702 | 27 240 |

| 2000   | 2010   | - | - | - | - |
| ------ | ------ | - | - | - | - |
| 27 867 | 25 833 | - | - | - | - |

### Comtés limitrophes
| Comté de Choctaw    | Comté de Marengo | Comté de Wilcox |
| Comté de Washington | Comté de Clarke  | Comté de Monroe |
| Comté de Washington | Comté de Baldwin | Comté de Monroe |

### Traduction
- (en) Cet article est partiellement ou en totalité issu de l’article de Wikipédia en anglais intitulé « Clarke County, Alabama » (voir la liste des auteurs).